# Draknuding
Draknuding (Facelina bostoniensis) är en snäckart som först beskrevs av Couthouy 1838. Facelina bostoniensis ingår i släktet Facelina och familjen Facelinidae. Inga underarter finns listade i Catalogue of Life.

## Beskrivning
Den avlånga kroppen har en rundad rygg med en blekbrun, halvgenomskinlig färg och en skär färgton kring munnen, där också fyra långa tentakler är belägna. Likt andra nakensnäckor har arten ett stort antal utskott på kroppen (cerata),  purpurbruna hos denna art, som fungerar som gälar. Som mest kan arten bli 55 mm lång.

## Utbredning
Draknudingen finns på båda sidor av Atlanten, i väster från North Carolinas kust i USA till kusten utanför Newfoundland i Kanada, i öster från norska Atlantkusten, över södra Sverige där den finns från Hallands till Skånes kuster, vidare söderut runt Brittiska öarna, över Medelhavet till Kap Verde-öarna.

## Ekologi
Arten förekommer främst på mjukbotten, även om den även kan förekomma på hårdare bottnar. Den föredrar lugnare vatten på djup ner till 30 m. Den kan även pträffas svävande stilla i vattnet. Födan utgörs av hydrozoer (en klass av nässeldjur).